# Кукушкин, Юрий Николаевич
Ю́рий Никола́евич Куку́шкин (8 июля 1931, Ленинград — 30 ноября 1998, Санкт-Петербург) — советский и российский химик, лауреат премии имени Л. А. Чугаева (1983 г.), заслуженный деятель науки Российской Федерации (1994 г.), трижды Соросовский профессор. Под его руководством подготовлено 99 кандидатов и 5 докторов наук. Автор более 700 научных публикаций, из них 28 монографий, 44 авторских свидетельств.

## Биография
Родился 8 июля 1931 года в Ленинграде.
В 1954 году с отличием окончил Ленинградский технологический институт и после этого там же работал лекционным ассистентом члена-корреспондента АН СССР (впоследствии академика) А. А. Гринберга. В 1958 г. он защитил кандидатскую диссертацию по теме «Кинетические исследования реакций замещения в некоторых соединениях Pt(II). О взаимном влиянии координированных групп» и после защиты диссертации (с 1958 г.) работал научным сотрудником Радиевого института им. В. Г. Хлопина. В 1964 г. защитил докторскую диссертацию по теме «Реакционная способность аминов, координированных во внутренней сфере комплексных соединений». С 1964 г. заведовал кафедрой неорганической химии Ленинградского государственного педагогического института имени А. И. Герцена. С 1966 г. вплоть до кончины заведовал кафедрой общей и неорганической химии Ленинградского технологического института имени Ленсовета. С 1975 по 1987 гг. одновременно с заведованием кафедрой был деканом химического факультета. С 1990 по 1996 гг. — директор химического отделения Технологического института.
В 1973 г. присуждена «Золотая медаль ВДНХ», а в 1980 г. – «Серебряная медаль ВДНХ». 
Похоронен на Богословском кладбище Санкт-Петербурга.
Сын Вадим Юрьевич Кукушкин (род. 1956 г.) — химик, профессор Санкт-Петербургского государственного университета, академик РАН.

## Общественная деятельность
- действительный член РАЕН (1991 г.)
- председатель секции координационной химии Научного совета по проблемам неорганической химии РАН (1994 г.)
- председатель Регионального совета по химии Госкомитета по высшей школе РФ
- член научных советов по химии в издательствах «Высшая школа» и «Химия»
- член редколлегий журналов «Неорганической химии», «Общей химии» и «Координационной химии»
- участник десятой Международной Чугаевской конференции

## Книги
- Замяткина В. М., Кукушкин Ю. Н., Макареня А. А. Лев Александрович Чугаев. — Л.: Наука, 1973, 171 с. (Научно-биографическая серия)
- Кукушкин Ю. Н., Бобоходжаев Р. И. Закономерность транс-влияния И. И. Черняева. — М.: Наука, 1977, 183 с.
- Кукушкин Ю. Н., Буданова В. Ф., Седова Г. Н. Термические превращения координационных соединений в твёрдой фазе. — Л.: Изд-во Ленинградского университета, 1981, 175 сс.
- Кукушкин Ю. Н. Химия координационных соединений. — М.: Высшая школа, 1985, 458 сс.
- Кукушкин Ю. Н., Ходжаев О. Ф., Буданова В. Ф., Парпиев Н. А. Термолиз координационных соединений. – Ташкент: Фан, 1986, 198 с.
- Кукушкин Ю. Н. Реакционная способность координационных соединений. — Л.: Химия, 1987, 145 двойных страниц.
- Кукушкин В. Ю., Кукушкин Ю. Н. Теория и практика синтеза координационных соединений. — Л.: Наука, 1990, 270 сс.
- Кукушкин Ю. Н. Соединения высшего порядка. — Л.: Химия, 1991, 111 сс.
- Кукушкин Ю. Н. Химия вокруг нас. — М.: Высшая школа, 1992, 192 сс. — ISBN 5-06-002440-7.
- Кукушкин Ю. Н., Буданова В. Ф., Власова Р. А., Крылов В. К., Панина Н. С., Симанова С. А. Что мы знаем о химии? Вопросы и ответы. Справочное пособие. Под ред. Кукушкина Ю. Н., М.: Высшая школа, 1993, 303 сс. — ISBN 5-06-002042-8.
- Кукушкин Ю. Н. Неорганическая химия (избранные главы). — Санкт-Петербург: Синтез, 1994, 240 сс.
- Кукушкин Ю. Н. Рассказы о химии и веществах. — Санкт-Петербург: Синтез, 1995, 158 сс.
- J. A. Davies, C. M. Hockensmith, V. Yu. Kukushkin, Yu. N. Kukushkin, Synthetic Coordination Chemistry: Principles and Practice, Singapore-New Jersey, World Scientific (1996), 492 pp.
- Кукушкин Ю. Н., Дрёмов А. В., Введение в химическую специальность (учебник для химических и химико-технологических вузов). — СПб: Химиздат, 1999, 186 сс.

## Награды
- Заслуженный деятель науки Российской Федерации (26 июля 1994) — за заслуги в научной деятельности
- Премия имени Л. А. Чугаева (1983) — за серию работ «Взаимное влияние лигандов в координационных соединениях»
- Орден Дружбы народов (1986)